# Юшкозерское сельское поселение
Юшкозе́рское сельское поселение — муниципальное образование в составе Калевальского национального района Республики Карелия Российской Федерации. Административный центр — деревня Юшкозеро.

## Расположение
Имеется ближайшая от райцентра (105 км) железнодорожная станция Юшкозеро. Станция замыкает ветку, проходящую по центру Республики Карелия.

## Население
| 2009 | 2010  | 2012  | 2013  | 2014  | 2015 | 2016 |
| ---- | ----- | ----- | ----- | ----- | ---- | ---- |
| 1283 | ↘1169 | ↘1110 | ↘1066 | ↘1018 | ↘988 | ↘947 |
| 2017 | 2018  | 2019  | 2020  | 2021  | 2023 |      |
| ↘920 | ↘884  | ↘837  | ↘825  | ↗854  | ↘787 |      |

## Населённые пункты
В сельское поселение входят 3 населённых пункта:
| № | Населённый пункт | Тип населённого пункта | Население |
| - | ---------------- | ---------------------- | --------- |
| 1 | Новое Юшкозеро   | посёлок                | ↘337      |
| 2 | Кепа             | посёлок                | ↘299      |
| 3 | Юшкозеро         | деревня                | ↘430      |

## Местное самоуправление
Главы сельского поселения
- с 2021 года — Марина Владимировна Соболевская[18]

## Учреждения
На территории поселения расположены: лесопункт ОАО «Юшкозерский КЛПХ», железнодорожная станция, Юшкозерская ГЭС Кемского каскада ГЭС, подсобное хозяйство ОАО «Юшкозерский КЛПХ» Также работают 2 ФАПа, 2 средних школы, 2 Дома культуры, 2 библиотеки, 2 детских дошкольных учреждения. Кроме того работают 3 частных предприятия, 1 фермерское хозяйство, 10 предпринимателей.